# Ayumu Seko
Ayumu Seko (瀬古 歩夢 Seko Ayumu?), född 7 juni 2000 i Osaka prefektur, är en japansk fotbollsspelare.
I maj 2019 blev han uttagen i Japans trupp till U20-världsmästerskapet 2019.